# Siège de Binche
 (décembre 2013).
Si vous disposez d'ouvrages ou d'articles de référence ou si vous connaissez des sites web de qualité traitant du thème abordé ici, merci de compléter l'article en donnant les références utiles à sa vérifiabilité et en les liant à la section « Notes et références ».
Guerre de Quatre-Vingts Ans
Batailles
- Chronologie de la guerre de Quatre-Vingts Ans
- Valenciennes
- Austruweel
- Rheindalen
- Heiligerlee
- Jemmingen
- Jodoigne
- Brielle
- 1er Flessingue
- Malines
- Goes
- Mons
- Haarlem
- 2e Flessingue
- Borsele
- Zuiderzee
- Alkmaar
- Leyde
- Reimerswaal
- Mook
- Lillo
- Zierikzee
- 1er Anvers
- 1er Bréda
- Gembloux
- Rijmenam
- 1er Deventer
- Maastricht
- 2e Bréda
- Açores
- 2e Anvers
- 3e Anvers
- Boksum
- Zutphen
- 1er Berg-op-Zoom
- Gravelines
- 3e Bréda
- 2e Deventer
- Groningue
- Huy
- 1er Groenlo1
- 2e Groenlo
- Turnhout
- Nieuport
- Ostende
- L'Écluse
- 3e Groenlo
- Saint-Vincent
- Gibraltar
- Saint-Vincent (1621)
- 2e Berg-op-Zoom
- 4e Bréda
- 4e Groenlo
- Matanzas
- Bois-le-Duc
- Abrolhos
- Slaak
- Maastricht
- 5e Bréda
- Cabañas
- Calloo
- Les Downs
- Saint-Vincent (1641)
- Hulst
- Cavite

Le siège de Binche, qui a lieu du 22 septembre au 7 octobre 1578, au cours de la guerre de Quatre-Vingts Ans, oppose un corps d'armée commandé par le prince français François d'Anjou, frère du roi Henri III, à une garnison de l'armée de don Juan d'Autriche, gouverneur général des Pays-Bas au nom de Philippe II, roi d'Espagne et souverain des Pays-Bas. 
Le siège s'achève par la victoire de François d'Anjou.

## Contexte

### Contexte militaire
À la suite de la victoire remportée à Gembloux par Alexandre Farnèse sur l'armée des États généraux (31 janvier), don Juan a repris le contrôle de plusieurs places, notamment Binche, ville située dans le Hainaut, à l'est de Mons, mais pas des grandes villes du sud que sont Bruxelles, la capitale, Gand et Anvers, et encore moins de celles du nord, aux mains des insurgés dirigés depuis 1568 par Guillaume d'Orange (« le Taciturne »).
Ses troupes subissent une défaite le 1er août lors de la bataille de Rijmenam, près de Malines, au nord de Bruxelles. Quelque semaines après, don Juan tombe malade et est ramené à Namur.

### L'intervention du duc d'Anjou dans la guerre aux Pays-Bas
François d'Anjou (duc d'Alençon jusqu'en 1576) est depuis quelques années en contact avec les dirigeants néerlandais opposés à Philippe II et a reçu des États généraux le titre de « Protecteur de la liberté des Pays-Bas ». 
La période d'incertitude ouverte par la maladie de don Juan le décide à intervenir militairement en mettant le siège devant Binche.

## Le siège
Le duc d'Anjou dispose de 1300 fantassins et 500 cavaliers.
La ville est prise d'assaut. De nombreux actes de violence sont commis et la ville est mise au pillage. 

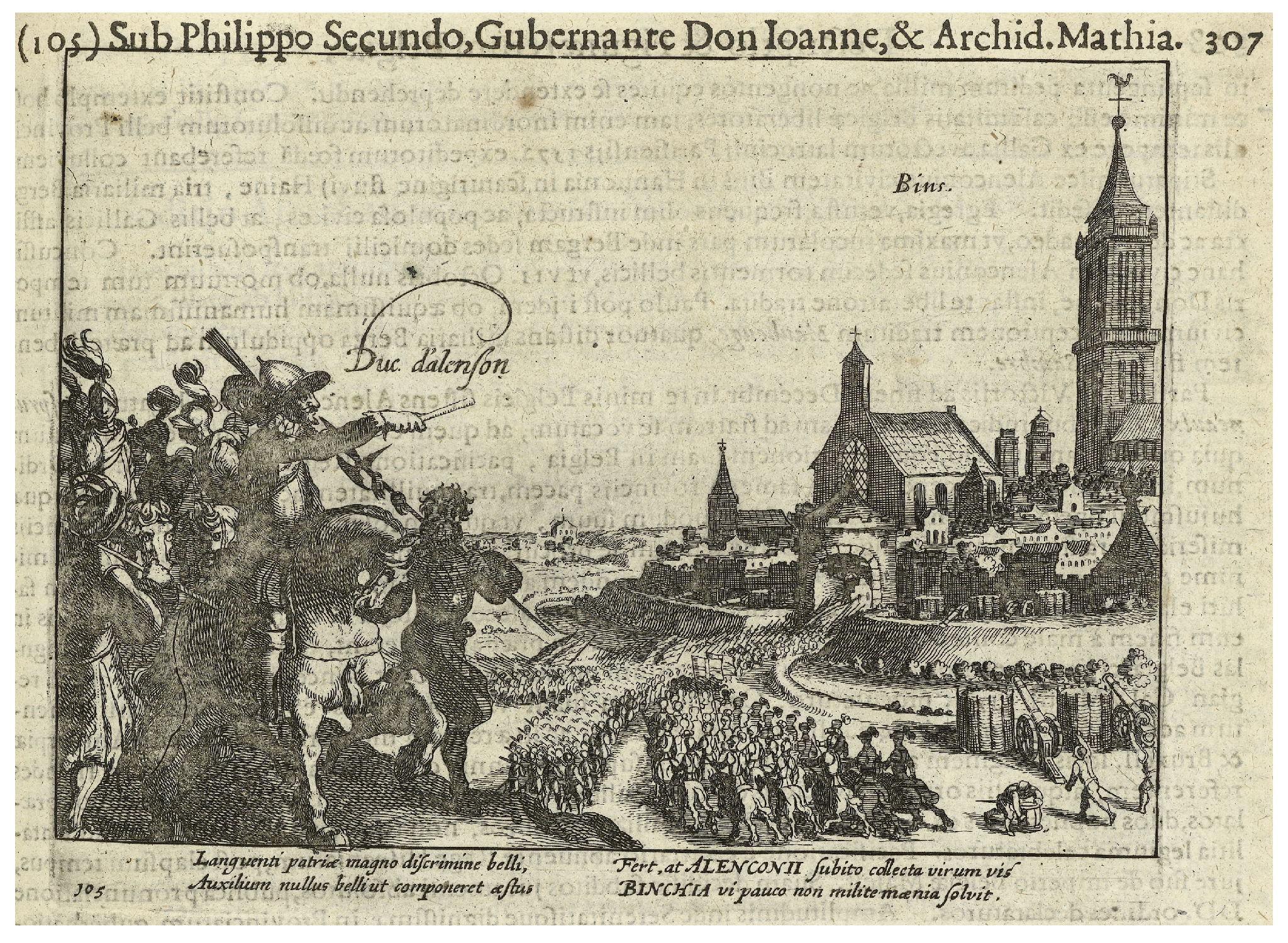
Le siège de Binche par le duc d'Anjou (Rijksmuseum Amsterdam)

## Suites

### François d'Anjou et les Pays-Bas
Après la prise de Binche, le conseil de guerre des États généraux propose à Anjou de se joindre à leur armée. Mais il décide de licencier son armée et de revenir en France. 
Henri III, qui n'approuve pas son intervention aux Pays-Bas (il ne veut pas accroître les tensions avec Philippe II), le fait enfermer. 
Il réussit pourtant à s'échapper, puis, grâce à l'intervention de sa sœur Marguerite, reine de Navarre (la « reine Margot »), il est à nouveau autorisé à négocier avec les Pays-Bas.
Ces contacts aboutissent en 1580 au traité de Plessis-lès-Tours, qui confirme le titre de « Protecteur » tout en délimitant ses (futurs) pouvoirs par rapport à ceux des États généraux et provinciaux. En février 1582, il est couronné duc de Brabant à Anvers, prenant explicitement la place de Philippe II. Mais il meurt en 1584 (la même année que Guillaume d'Orange, assassiné).

### Les Pays-Bas et Philippe II
Don Juan, mort le 1er octobre, est remplacé par Alexandre Farnèse, qui va connaître une réussite politique et militaire partielle. 
Il réussit à rompre l'unité entre les Néerlandais réalisée par la pacification de Gand (8 novembre 1576). En janvier 1579, les provinces du sud (Hainaut, Artois, Douaisis et Cambrésis) forment l'union d'Arras (loyaliste), les autres se regroupent dans l'union d'Utrecht. Les États généraux de l'union d'Utrecht déposeront Philippe II (acte de La Haye, 26 juillet 1581) et feront de François d'Anjou leur nouveau souverain. 
Mais au terme de quelques campagnes, Alexandre Farnèse réussit à reconquérir les provinces du sud jusqu'à Anvers (prise en 1585), établissant de facto une frontière entre les Pays-Bas méridionaux et les Provinces-Unies.